# Robert G. Barrett
Robert G. Barrett (c. 1946 - 20 de septiembre de 2012) fue un escritor australiano, autor de numerosos libros. La mayoría de ellos con el personaje ficticio Les Norton con el que es más conocido y que tuvo su primera aparición en la novela You Wouldn't Be Dead For Quids de 1984. También escribió otros cuentos de libros individuales.
Barrett comenzó su vida laboral como carnicero en Bondi, antes de dedicarse a la escritura en un estilo deliberadamente larrikin que fue políticamente incorrecto.
Su obra So What Do You Reckon? es una colección de columnas de Robert desde que fue un columnista para la revista People de Australia. Vendió más de 1 millón de libros en Australia. Barrett ha hecho apariciones en películas y anuncios televisivos.
Murió el 20 de septiembre de 2012 por causa del cáncer en su casa de Terrigal, en la costa central de Nueva Gales. Su último libro titulado Still Riding on the Storm será lanzado para diciembre de 2012.

## Libros
En orden cronológico:
- You Wouldn’t Be Dead for Quids
- The Real Thing
- The Boys From Binjiwunyawunya
- The Godson
- Between the Devlin And The Deep Blue Seas
- Davo’s Little Something
- White Shoes, White Lines and Blackie
- And De Fun Don’t Dun
- Mele Kalikimaka Mr Walker
- The Day of The Gecko
- Rider on the Storm and Other Bits and Barrett
- Guns ’N’ Rosé
- So What Do You Reckon?
- Mud Crab Boogie
- Goodoo Goodoo
- The Wind and the Monkey
- Leaving Bondi
- The Ultimate Aphrodisiac
- Mystery Bay Blues
- Rosa-Marie's Baby
- Trifecta
- Crime Scene Cessnock
- The Tesla Legacy
- Les Norton and the Case of the Talking Pie Crust
- High Noon in Nimbin
- Still Riding on the Storm